# Ettore Bellotto
Ettore Bellotto  (Vicenza, Olasz Királyság, 1895. február 18. – Milánó, Olaszország, 1966. augusztus 11.) olimpiai bajnok olasz tornász.
Az első világháború után részt vett az 1920. évi nyári olimpiai játékokon Antwerpenban, mint tornász. Európai rendszerű csapat versenyben aranyérmes lett.
Klubcsapata a SG Ardita Milano volt.
Egy évvel a játékok után Bellotto balesetet szenvedett, és be kellett fejeznie aktív tornászkarrierjét. Ezután edzőként dolgozott klubjában.